# 長谷部八朗
長谷部 八朗（はせべ はちろう、1950年7月7日 - ）は、日本の仏教学者。駒澤大学仏教学部教授。

## 略歴
埼玉県出身。1974年慶應義塾大学商学部卒業。1982年3月駒澤大学大学院人文科学研究科博士課程社会学専攻満期退学。
1996年駒澤大学仏教学部助教授に就任。2002年同教授。2017年より2021年まで駒澤大学学長を務める。

## 著作

### 単著
- 『祈祷儀礼の世界 カミとホトケの民俗誌』（名著出版, 1992年）

### 編著
- 『「講」研究の可能性』単編著（慶友社, 2013年）
- 『「講」研究の可能性II』単編著（慶友社, 2014年）
- 『「講」研究の可能性III』単編著（慶友社, 2016年）
- 『般若院英泉の思想と行動 秋田「内館文庫」資料にみる近世修験の世界』共編著（岩田書院, 2014年）